# 妇女章
《妇女章》（阿拉伯语：‎，Sūrat an-Nisā）是《古兰经》的第四章节（苏拉），拥有176个节句（阿亞）。妇女章是第87个降示的，降示于麦地那（即为麦地那篇章）。该篇章之所以名为妇女章，是因为该章内多次提及妇女（如第34、127 - 130节句）。